# Xanthidae
Xanthidae zijn een familie uit de infraorde krabben (Brachyura).

## Systematiek
De Xanthidae zijn onderverdeeld in 13 onderfamilies:

- Actaeinae  Alcock, 1898
- Antrocarcininae  Ng & D. G. B. Chia, 1994
- Banareiinae Števčić, 2005
- Chlorodiellinae  Ng & Holthuis, 2007
- Cymoinae  Alcock, 1898
- Etisinae  Ortmann, 1893
- Euxanthinae  Alcock, 1898
- Garthiellinae Mendoza & Manuel-Santos, 2012
- Glyptoxanthinae Mendoza & Guinot, 2011
- Kraussiinae  Ng, 1993
- Liomerinae  T. Sakai, 1976
- Polydectinae  Dana, 1851
- Xanthinae  MacLeay, 1838
- Zosiminae  Alcock, 1898

Enkele geslachten werden (nog) niet aan een onderfamilie toegewezen:
- Haydnella  †  Müller, 1984
- Nogarolia  †  Beschin, Busulini, De Angeli & Tessier, 1994
- Sculptoplax  †  Müller & Collins, 1991